# Кук, Эмма
Эмма К. Кук (англ. Emma C. Cooke; 7 сентября 1848, Фейетвилл, Пенсильвания — 22 января 1929, Вашингтон) — американская лучница, трёхкратная серебряная призёрка летних Олимпийских игр 1904.
На Играх 1904 в Сент-Луисе Кук участвовала во всех женских дисциплинах. Она заняла вторые места в двух индивидуальных соревнованиях и в командном первенстве.